# Zbigniew Skorecki
Zbigniew Jan Skorecki (ur. 15 września 1954 w Krakowie) – polski polityk, poseł na Sejm I kadencji.

## Życiorys
Ukończył w 1976 liceum ogólnokształcące dla pracujących w Krakowie. Na początku lat 90. pracował w prywatnym przedsiębiorstwie. W 1991 uzyskał mandat posła na Sejm I kadencji. Został wybrany z listy ogólnopolskiej kandydatów w okręgu krakowskim z ramienia Konfederacji Polski Niepodległej. Zasiadał w Komisji Polityki Przestrzennej, Budowlanej i Mieszkaniowej oraz w Komisji Polityki Gospodarczej, Budżetu i Finansów. W 1993 bez powodzenia obiegał się o reelekcję. W wyborach parlamentarnych w 2001 kandydował do Sejmu w okręgu nowosądeckim z listy AWSP (jako przedstawiciel KPN). W 2012 został wybrany w skład władz krajowych KPN Władysława Borowca.